# San Francisco de la Nova Província d'Àlaba
San Francisco de la Nova Província d'Àlaba fou el nom del segon intent de fundar una ciutat en terres jugenyes el 13 d'octubre de 1575 en la confluència dels rius Gran i Xibi Xibi per don Pedro O. de Zárate, en el que actualment es denomina Punta de Diamant. La ciutat va arribar escassament a tenir un any de vida, ja que no va poder suportar les hordes salvatges que es resistien a la conquesta dels espanyols.
La importància de fundar una ciutat en l'entrada del Congost de Humahuaca radicava en la necessitat de sotmetre als omagauaques, que impedien el desenvolupament de la ruta procedent del Perú que duia al port de Buenos Aires, porta de l'Atlàntic.